# Claustro del Convento de San Diego
El claustro del convento de San Diego (en catalán: Claustre del Convent de Sant Diego) es el claustro de un antiguo convento franciscano, el convento de San Diego, situado en Alayor  (Menorca).  Construido en la calle des Banyer, inicialmente se encontraba en las afueras de la ciudad y su construcción terminó a finales del siglo XVIII.  En 1853, después de haber sido ocupado durante 9 años por un destacamento militar, se habilitaron los interiores del convento para hacer viviendas.  Actualmente, el Consejo Insular de Menorca intenta recuperar el edificio para uso cultural y así dinamizar el municipio.

## Historia
Fue en 1629 cuando se bendijo la primera piedra de este conjunto arquitectónico dedicado a San Diego.  Este convento albergó a un grupo de monjes franciscanos que se establecieron en Alayor  para responder a las necesidades de la creciente comunidad cristiana del pueblo.  Su trabajo se desarrolló en este sentido hasta 1835, año en el que la desamortización del convento lo convertirá primero en cuartel militar y después en viviendas populares.  Funciones que deformaron paulatinamente su aspecto original.
Desde 1993, el conocido popularmente, Pati de sa Lluna fue declarado Bien de Interés Cultural, pertenece al Convento de San Diego de Alayor, que es un lugar donde hacen muchos actos.  Antiguamente se llamaba "sa Luna", y ahora en la puerta hay una luna.  Con este primer reconocimiento y la compra del inmueble por parte de la Administración pública comienza su camino para volver a su función primogénita: ser un ambiente del pueblo donde uno pueda encontrarse.
El edificio estaba en ruinas, así que el gobierno decidió reformarlo en 2008, hicieron los planos y empezaron las reformas, pero entre una cosa y otra tardaron mucho en terminar el proyecto.  Así que terminaron el proyecto el 15 de julio de 2016, con un sobrecoste de 2,1 millones de euros, un 30% más de lo que inicialmente contratado, el límite legal de desviación del presupuesto previsto, cerca de 4, 9 millones.  La imposibilidad de seguir inyectando fondos en este proyecto hará que finalice sin que se haya podido ejecutar todas las intervenciones previstas, trabajos valorados en 250.000 euros.
De esta construcción se encargaron la Construcciones Olives y Copcisa, pero no le empezaron hasta que no tuvieron todo el dinero para terminar el proyecto completo.  La construcción duró 16 meses.  Después de esta restauración en 2017 abrirán el edificio entero, para que los ciudadanos puedan ver el resultado del trabajo de restauración.

## La popularización de "Sa Luna"
A finales de los años 1970, en plena Transición española, se empezaron a organizar actos durante el verano en el patio des Convent, aprovechando las buenas condiciones que reunían el espacio.  Fueron los “Festivales de Verano” que más adelante recibirían el nombre de “Fiestas en sa Lluna”.  Actuaron los cantautores y grupos más destacados de ese momento y muy especialmente los que se esforzaban por recuperar la cultura tradicional de Menorca.  Gracias a estos actos, el espacio adquiriría una notable popularización e incluso sería un escenario idóneo para otras actividades veraniegas, como un mitin político, una subasta de arte, una mesa redonda o incluso el pregón de Sant Llorenç. De este modo, los programas anunciarían que tal o cual acto se celebraría en el patio des Convent o, sobre todo, en el patio de sa Lluna, entendiendo siempre patio como el espacio exterior o antiguo claustro que se convertía por unos días en un auditorio al aire libre.